# Buenamadre (kommunhuvudort)
Buenamadre är en kommunhuvudort i Spanien.   Den ligger i provinsen Provincia de Salamanca och regionen Kastilien och Leon, i den centrala delen av landet, 220 km väster om huvudstaden Madrid. Buenamadre ligger 757 meter över havet och antalet invånare är 152.
Terrängen runt Buenamadre är platt.  Trakten runt Buenamadre är nära nog obefolkad, med mindre än två invånare per kvadratkilometer. Närmaste större samhälle är El Cubo de Don Sancho, 6,0 km nordväst om Buenamadre. Omgivningarna runt Buenamadre är huvudsakligen savann.